# Iwan Wyuczejski
Iwan Pawłowicz Wyuczejski (ros. Ива́н Па́влович Выуче́йский, ur. 22 marca 1901 w Tundrze Bolszeziemielskiej, zm. 9 sierpnia 1936 na Bajgaczu w Nienieckim Okręgu Autonomicznym) – radziecki polityk i nauczyciel.

## Życiorys
Należał do RKP(b), ukończył Archangielski Państwowy Instytut Pedagogiczny, w lutym 1918 został przedstawicielem Ludowego Komisariatu ds. Żywności RFSRR w Archangielsku, 1920-1921 pracował w Komitecie Wykonawczym Telwisocznej Rady Samojedzkiej. W latach 1921–1926 był przewodniczącym Komitetu Wykonawczego Telwisocznej Rady Samojedzkiej, później przewodniczącym spółdzielni "Koczewnik", następnie nauczycielem i dyrektorem szkoły wiejskiej. Od 1930 do grudnia 1934 kierował Nienieckim Okręgowym Oddziałem Edukacji Narodowej, a od grudnia 1934 do śmierci był przewodniczącym Komitetu Wykonawczego Nienieckiej Rady Obwodowej. Został zabity.